# Xavier Coppolani
Xavier Coppolani, né le 2 février 1866 à Marignana (Corse) et mort le 12 mai 1905 à Tidjikdja (Mauritanie), est un administrateur colonial français, fondateur du territoire de la Mauritanie, considéré par ses descendants comme le « Pacificateur de la Mauritanie ». 
Le territoire créé s'appellera la « Mauritanie Occidentale ». Il s'étend de la rive droite du fleuve Sénégal jusqu'au cap Juby.

## Débuts
Fils d'un colon corse, Dominique, établi à Sidi Mérouane près de Constantine, Xavier Coppolani passe son adolescence en Algérie et étudie à l'École Normale de Constantine. 
Après avoir tenu de petits emplois dans l'administration locale, il est nommé, en avril 1889, secrétaire général de la Commune mixte d'Oued Cherf. Là, il s'initie à la psychologie musulmane, apprend l'arabe et découvre l'influence des confréries musulmanes. En 1893, il publie une monographie sur les Ammaria, confrérie créée au début du XIXe siècle par Sidi Ammar ben Senna, saint homme local. 
Il trouve la voie, qui va marquer son existence, destinée à influencer la politique indigène balbutiante de la France au Maghreb. Il écrit à l'intention du milieu dirigeant l'Algérie :"En pays musulman, le mot religion remplace le mot patrie. L'Islam est un. Toutes les fois qu'on y touche sur un point quelconque du territoire où il est implanté, les effets se font ressentir partout où il y a des croyants".
Il acquiert une certaine autorité rehaussée par sa nomination au service des affaires indigènes et du personnel militaire à Alger en 1896. Il devient l'adjoint d'Octave Depont avec lequel il entreprend une étude sur les confréries religieuses musulmanes concrétisée par  un ouvrage publié en septembre 1898.

## Doctrine
Il considère que l'expansion coloniale ne peut se faire sans la compréhension des cultures et coutumes locales, pour une bonne entente entre l'administration coloniale et les peuples colonisés. L'idée novatrice de Xavier Coppolani est donc de susciter un rapprochement de la puissance coloniale avec les chefs religieux afin de toucher de larges fractions de la population autochtone.
En 1901, il est l'auteur du « Plan de pacification » pour les régions maures, qui est adopté par le gouvernement français. Il s'inspire ainsi de la pacification de Madagascar par Joseph Gallieni
Il était surnommé le « charmeur » car il utilisait sa connaissance des cultures arabes et islamiques afin que l'expansion coloniale se fasse dans le respect des cultures et des croyances et afin que les tribus de Mauritanie acceptent une administration connaissant leurs coutumes.

## Carrière

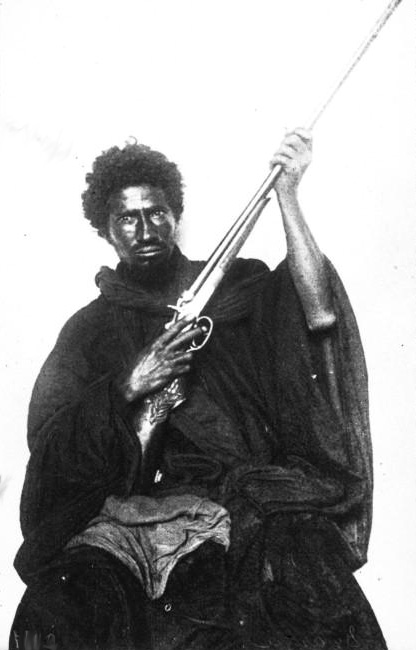
Hassan qui guida Coppolani au Trarza

Il applique sa doctrine au Soudan français en 1898-1899, appelé par le général de Trentinian, alors gouverneur de cette colonie française de l'ouest africain. C'est la première fois qu'il va mettre en pratique ses idées restées jusque-là théoriques.
Parti de Saint Louis, il entre en contact de manière pacifique avec des tribus maures du Hodh et de l'Azaouad. "Il fut bien accueilli par les Maures à qui sa haute taille, sa prestance, son aménité, mais surtout sa connaissance de leur langue et leur religion, en imposaient" note Geneviève Désiré-Vuillemin, sa biographe. Il obtient l'allégeance de plusieurs tribus, pénètre à Tombouctou mais échoue devant Araouane.
Successivement nommé aux directions du service des affaires musulmanes du ministère des Colonies puis du service spécial des affaires Maures au Sénégal, il suit la politique exposée dans son "Plan d'ensemble d'organisation des tribus maures".
Avec Copollani s'effectue la première phase d'implantation française dans les régions situées sur la rive septentrionale du fleuve Sénégal avec l'implantation au Trarza en 1903, au Brakna en 1904 et au Tagant en 1905. Il envoie des rapports à Ernest Roume, gouverneur de l'AOF, sur sa pénétration pacifique. 
Le président Waldeck-Rousseau lui confie la mission de créer au « Sahara occidental » un territoire qui sera appelé la Mauritanie (1904). Il en est donc le fondateur et l'administrateur. Il obtient à nouveau la confiance de certaines tribus. 
Il s'oppose en Mauritanie aux trois principaux marabouts :
- Cheikh Sidia Baba, d'autorité très forte sur le Trarza, Brakna et le Tagant,
- Cheikh Saad Bouh, de large pouvoir jusqu'au Tagant et au Sénégal,
- Cheikh Ma al Aynin, demi-frère de Cheikh Saad Bouh, chef de l'Adrar et du Nord ainsi que du Sahara espagnol et du sud du Maroc.

Cheikh Ma al Aynin essaie de contrer les deux autres marabouts ainsi que l'expansion coloniale française. Comme Faidherbe l'avait suggéré cinquante ans plus tôt, la clé de la pacification de la Mauritanie se trouve dans l'Adrar. Or, le Cheikh Ma al Aynin préfère la voie militaire et reconnaît la souveraineté du sultan du Maroc sur la Mauritanie (revendication forte pendant le XXe siècle).

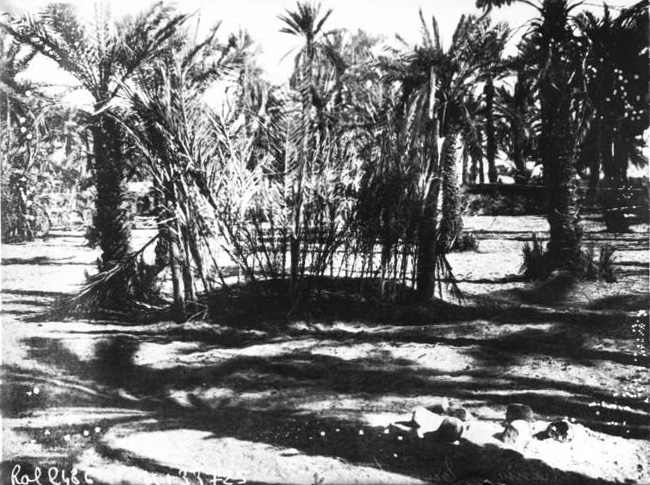
Tombe de Coppolani à Tidjikdja. L'épitaphe écrite en arabe rappelle qu'il fut "l'ami des musulmans".

Alors que Coppolani prépare une marche vers l'Adrar, il est tué, le 12 mai 1905 à Tidjikdja par un groupe commandé par Sidi Seghir Ould Moulay Zein, sans doute parce que des puissances étrangères et des commerçants de Saint-Louis (Sénégal) étaient dans des trafics plus ou moins légaux d'armes, d'esclaves et étaient opposés à la pacification de cette région. Il meurt dans les bras de son meilleur ami, Robert Randau, avec lequel il a lutté contre l'esclavage au Soudan français. Robert Randau relate ces faits dans un roman, Les Explorateurs (Sansot, 1911 ; Albin Michel, 1929) et dans sa biographie de Coppolani (Un Corse d'Algérie chez les hommes bleus : Xavier Coppolani le pacificateur, Alger, Imbert, 1939). Son tombeau se trouve à Tidjikdja.
Cheikh Ma al Aynin continue à rallier d'autres marabouts grâce aux promesses du Maroc. En 1908, le colonel Gouraud prend la tête des forces militaires du territoire Mauritanien créé en 1904, mettant fin à la doctrine de Coppolani.

## Publications
Il est coauteur avec Octave Depont d'un livre de référence : Les confréries religieuses musulmanes sous le patronage de Jules Cambon, gouverneur général de l'Algérie.
Pour lui, ce n'est pas l'Islam qui s'oppose à la colonisation mais la multitude de confréries qu'il apparente à des sectes. Il considère que les marabouts sont des « moines musulmans » intermédiaires entre Dieu et les fidèles qu'ils fanatisent. Coppolani pense qu'il est nécessaire de réduire leur influence par la parole et non par le fusil. Il réussira au Soudan français et obtiendra quelques résultats en Mauritanie.
Son rapport à Ernest Roume s'intitule : Mission d'organisation des territoires du Tagant (novembre 1903, mai 1904).

## Hommages posthumes et monuments

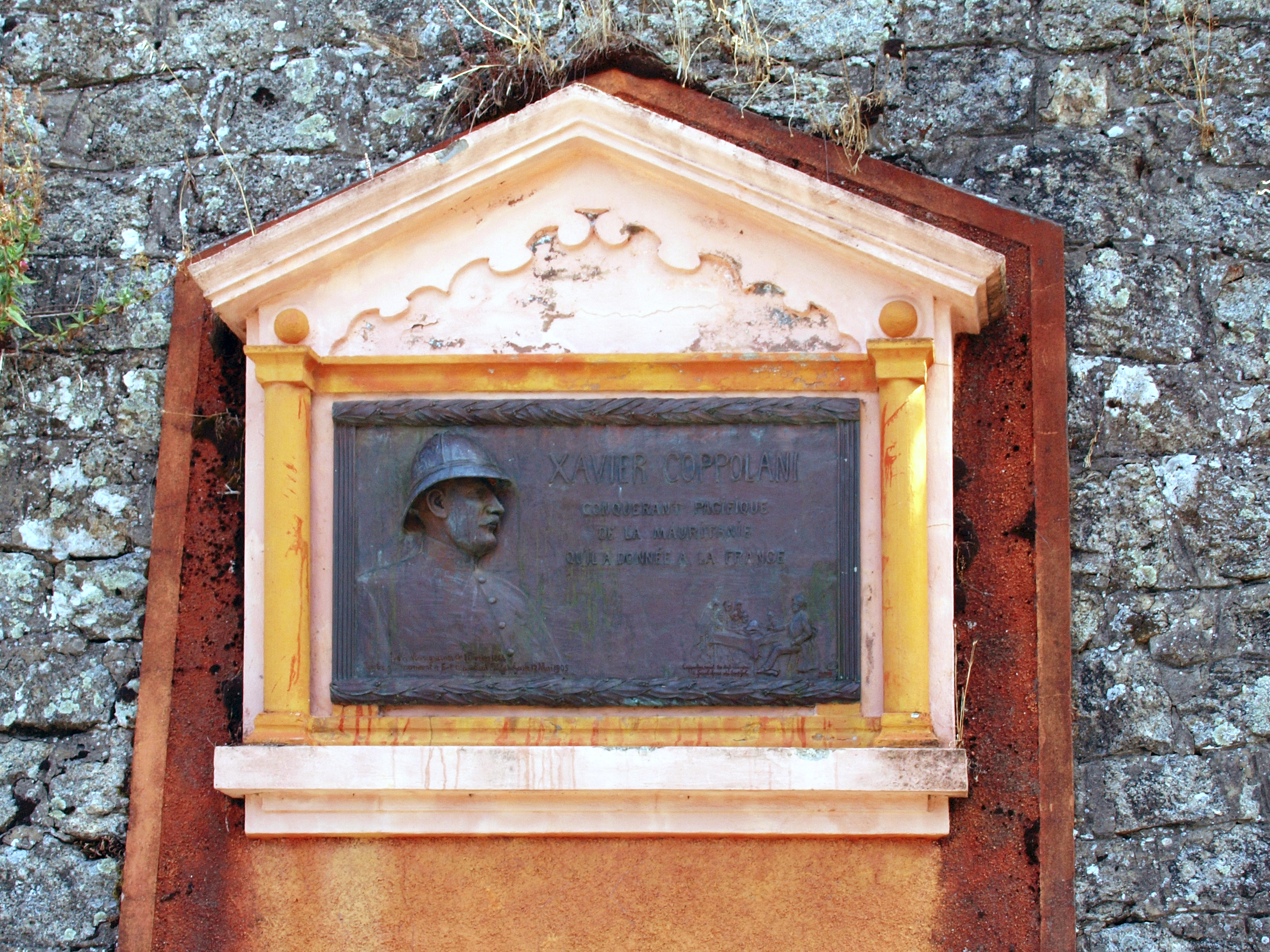
Mémorial Xavier Coppolani à Marignana

Un monument à l'honneur de Xavier Coppolani a été érigé à Marignana son village natal, au lieu-dit a Pughjola.